# اينار كنوت هولم
اينار كنوت هولم (بالنرويجية البوكمول: Einar Knut Holm)‏ هو سياسي نرويجي، ولد في 12 أغسطس 1933. حزبياً، نشط في الحزب الليبرالي. وقد انتخب نائب عضو برلمان النرويج ‏.